# Bornhausen
Bornhausen ist der nördlichste Ortsteil der Stadt Seesen am Harz nach Rhüden im Landkreis Goslar, Niedersachsen, und liegt am Nordwestrand des Harzes. Der Ort ist der drittgrößte Ortsteil nach Rhüden und Münchehof, wenn man von der Kernstadt absieht.

## Geographie

### Ortsgliederung
Zu Bornhausen gehört das östlich des Dorfes gelegene Vorwerk Klingenhagen.

## Geschichte
Erstmals erwähnt wurde Bornhausen im Jahre 973, als Otto II. seinen hiesigen Besitz dem Marienkloster schenkte. Die Bezeichnung leitet sich vom mittelalterlichen Bornumhusum ab.
Vor der Eingemeindung in die Stadt Seesen befand sich der Ort im Landkreis Gandersheim.
Am 1. März 1974 wurde Bornhausen in die Stadt Seesen eingemeindet.

## Politik

### Ortsrat
Der Ortsrat, der Bornhausen vertritt, setzt sich aus sieben Mitgliedern zusammen. Die Ratsmitglieder werden durch eine Kommunalwahl für jeweils fünf Jahre gewählt.
Bei der Kommunalwahl 2021 ergab sich folgende Sitzverteilung:
- CDU: 4 Sitze
- SPD: 3 Sitze

### Ortsbürgermeister
Ortsbürgermeister ist seit dem 3. November 2021 Falko Frank (CDU).

### Wappen

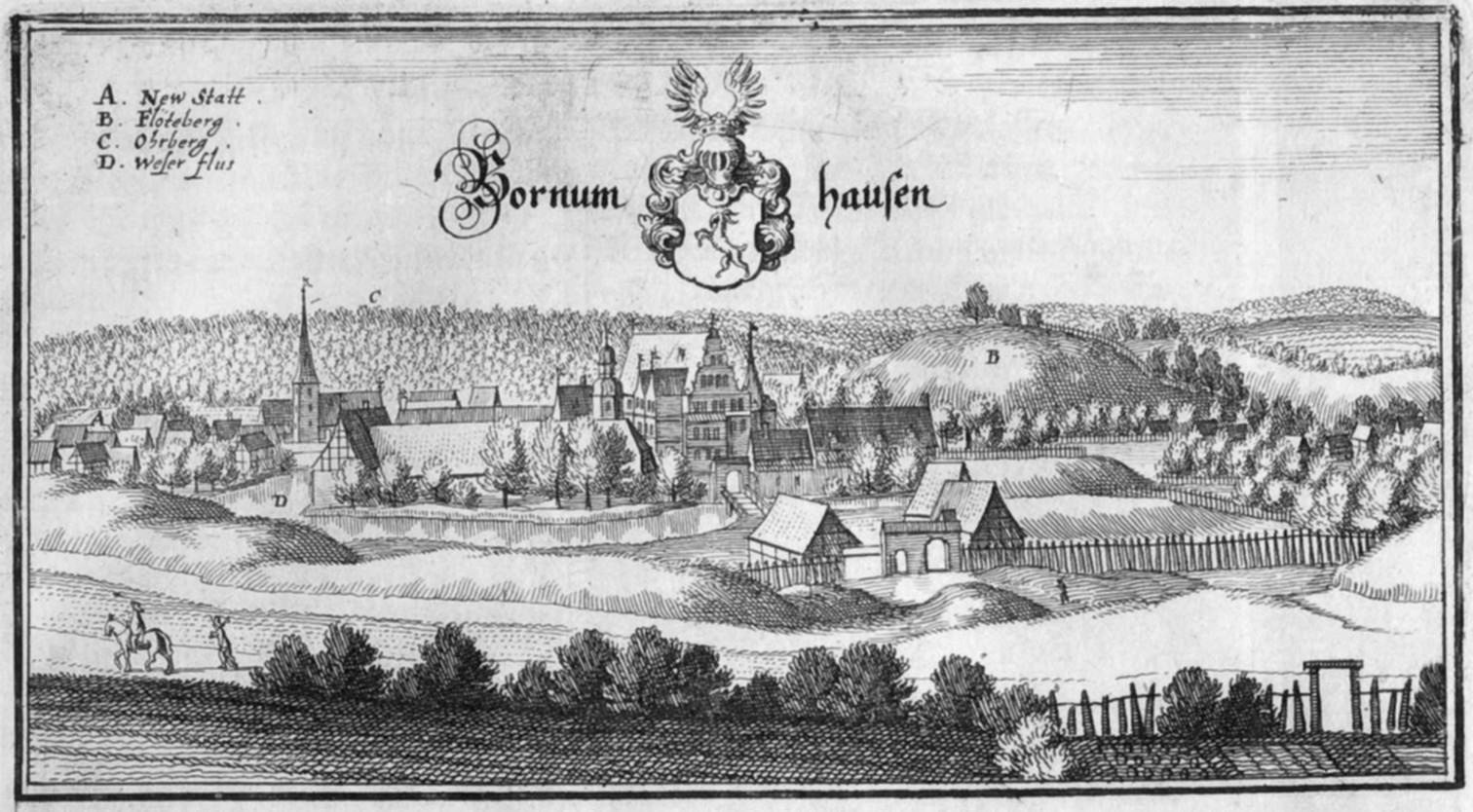
Bornhausen um 1654

Das Bornhäuser Wappen zeigt auf einem blauen Hintergrund einen goldenen Steinbock mit herausgestreckter Zunge über einem Wasserrad.
Der Steinbock ist das Familienwappen der Familie von Steinberg, die bis ins 17. Jahrhundert die Geschicke Bornhausens leiteten. Das Wasserrad steht für die alte Wassermühle, die an der Schildau, einem Nebenfluss der Nette, lag.

## Kultur und Sehenswürdigkeiten

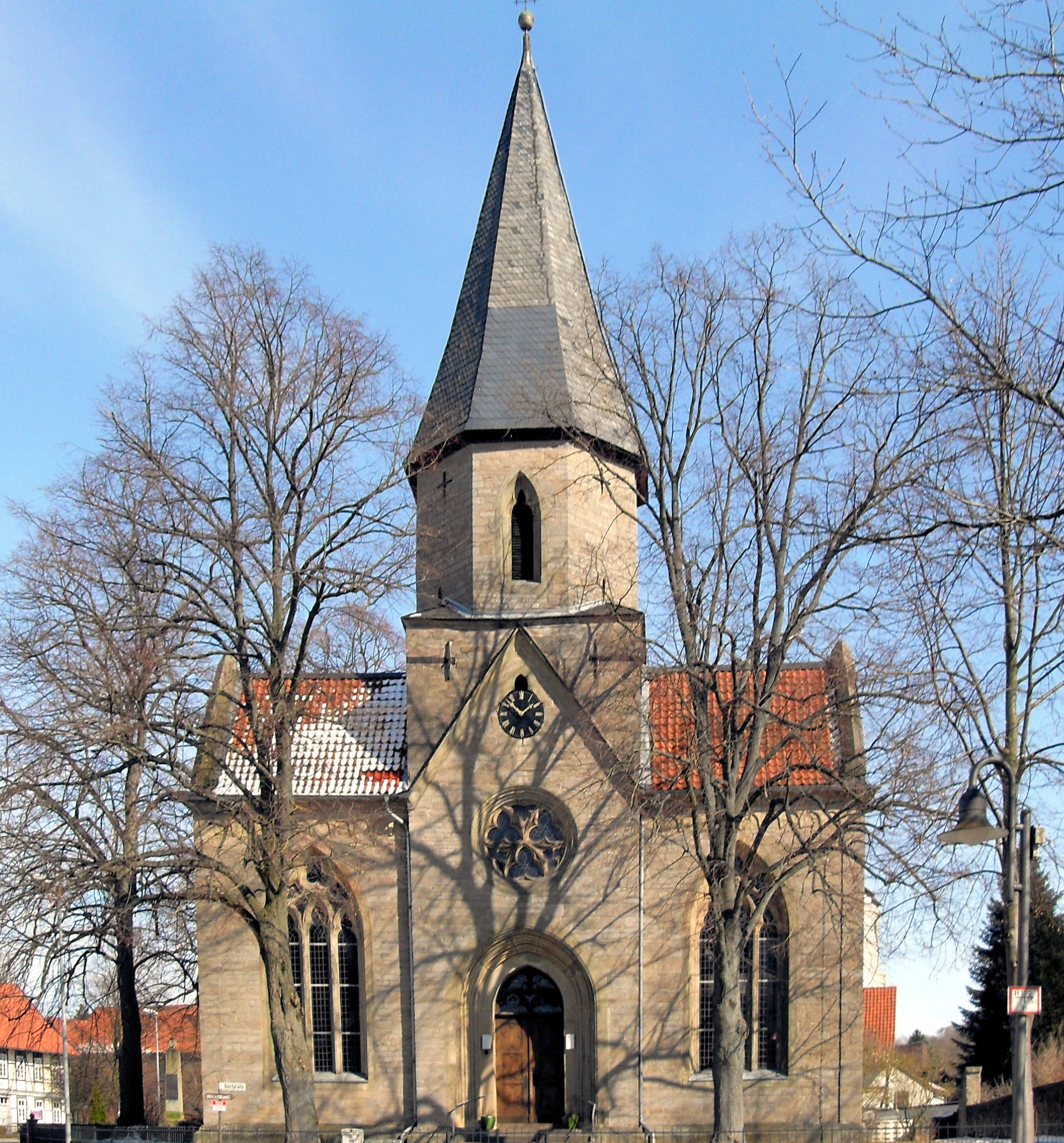
Evangelische Kirche Bornhausen

### Museen
- Das Postmuseum bietet einen umfassenden Einblick in die Geschichte des Postwesens.[5] Die Sammlung wurde über 40 Jahre hinweg zusammengetragen. Schwerpunkte sind Briefe und Briefmarken, Uniformen und Telefone.

### Vereine
1910 wurde der Turnverein MTV Bornhausen gegründet. Heute betreibt der Verein Fußball, Turnen, Tanzen, Boßeln, Trendsport und Dart. Es gibt auch einen Theaterverein, die Schildberger Theatergruppe Bornhausen e. V. Aufführungen finden jährlich in den Herbstferien in der Turnhalle statt.
Des Weiteren gibt es den Männer-Gesangsverein „Kammerkrug Sänger Bornhausen“, den HVV Historienverein, das „Volkstümliche Blasorchester“ des MTV Bornhausen, DRK Bornhausen und weitere.

## Verkehr
Das Dorf wird von Süd nach Nord am westlichen Teil von der B 243 durchzogen, außerdem beginnt am Südostrand die Kreisstraße 53, die an die B 248 Richtung Salzgitter/Goslar anschließt.
Des Weiteren führen die Regionalbuslinien 35 (Seesen–Derneburg) des RVHI und 836 (Rhüden–Seesen) des VRB durch Bornhausen.
Durch den Ort verläuft der Radweg der Europaroute (D3) als Teil des Europaradweg R1.

### Schienenverkehr
Am 1. Mai 1889 wurde mit dem Abschnitt Groß Rhüden–Seesen die Bahnstrecke Derneburg–Seesen der BLE auf ganzer Länge eröffnet und damit ging auch der Bahnhof Bornhausen in Betrieb. Schließlich wurde mit der Strecke auch der Bahnhof Bornhausen (Kürzel HBOH) am 25. Mai 1990 erst nur im Personenverkehr und am 1. Januar 1996 komplett stillgelegt, die Bahnanlagen demontiert und verkauft. Heute befindet sich auf dem Streckenabschnitt bis Bornum ein Radweg.
Südöstlich von Bornhausen befand sich an der Braunschweigischen Südbahn die Blockstelle Klingenhagen (Kürzel HKHA; Bauform Einheit Mw), die zwischen 1987 und 1991 außer Betrieb genommen wurde.